# كونكورمش (جرجر)
كونكورمش (بالكردية: Petirge‏) (بالتركية: Güngörmüş)‏ هي قرية كرديّة تتبع إداريّاً لمديرية جرجر في محافظة أديامان التركية، بلغ عدد سكانها 186 نسمة في عام 2021.